# Shy Love
Shy Love (Wiesbaden, Hesse; 27 de noviembre de 1978) es una actriz pornográfica Estadounidense. Inició su carrera en la industria en 2003.

## Biografía
Shy nace en Alemania debido a que su padre, militar del ejército de tierra de los Estados Unidos estaba de misión en ese país. Con siete años regresa a los Estados Unidos, concretamente a New Haven, Connecticut. Concluye sus estudios de secundaria con 16 años y posteriormente estudia contabilidad.
En 2003, y tras una mala experiencia laboral, se plantea iniciar una carrera como modelo de desnudos. Para ello se muda a Los Ángeles. Una vez ahí, no tarda en dar el salto hacia el cine porno. Ha rodado, desde sus inicios más de 500 películas. Es muy frecuente verla practicando sexo anal o papeles dominantes.
Además de su faceta como actriz, Shy Love ha producido y dirigido algunas películas. Es también la fundadora (2004) de Adult Talent Managers, una agencia de modelos. En 2008 adquirió una discoteca llamadaa 13 Pure, que se encuentra en Colorado Springs.

## Vida personal
Estuvo casada con el productor Eric Hunter. Tiene 5 hermanas.
El 11 de mayo de 2006, renunció a la religión católica, adoptando el judaísmo como su nueva religión.
Sufre una ligera maloclusión dental que afecta a su forma de hablar.

## Premios
- 2013: Salón de la fama de AVN[7]